# Superligaen 2004-2005
La Superligaen 2004-2005 è stata la 92ª edizione della massima serie del campionato di calcio danese e 15ª come Superligaen, disputata tra il 24 luglio 2004 e il 19 giugno 2005 e conclusa con la vittoria del Brøndby, al suo decimo titolo.
La formula del torneo prevedeva che tutte le squadre si incontrassero tra di loro per tre volte.
Il capocannoniere del torneo è stato Steffen Højer dell'Odense con 20 reti.

## Classifica finale
|    | Classifica      | G  | V  | N  | P  | GF | GS | DR  | Pti |
| -- | --------------- | -- | -- | -- | -- | -- | -- | --- | --- |
| 1  | Brøndby         | 33 | 20 | 9  | 4  | 61 | 23 | +38 | 69  |
| 2  | FC København    | 33 | 16 | 9  | 8  | 53 | 39 | +14 | 57  |
| 3  | Midtjylland     | 33 | 17 | 6  | 10 | 49 | 40 | +9  | 57  |
| 4  | Aalborg BK      | 33 | 15 | 8  | 10 | 59 | 45 | +14 | 53  |
| 5  | Esbjerg         | 33 | 13 | 10 | 10 | 61 | 47 | +14 | 49  |
| 6  | Odense          | 33 | 13 | 9  | 11 | 61 | 41 | +20 | 48  |
| 7  | Viborg FF       | 33 | 13 | 9  | 11 | 43 | 45 | -2  | 48  |
| 8  | Silkeborg (*)   | 33 | 13 | 8  | 12 | 50 | 52 | -2  | 47  |
| 9  | Aarhus GF       | 33 | 11 | 6  | 16 | 47 | 53 | -6  | 39  |
| 10 | FC Nordsjælland | 33 | 8  | 6  | 19 | 36 | 59 | -23 | 30  |
| 11 | Herfølge        | 33 | 6  | 7  | 20 | 29 | 71 | -42 | 25  |
| 12 | Randers FC (*)  | 33 | 5  | 9  | 19 | 30 | 64 | -34 | 24  |

(*) Squadre neopromosse

## Verdetti
- Brøndby Campione di Danimarca 2004/05.
- Brøndby ammesso al secondo turno preliminare della UEFA Champions League 2005-2006.
- FC København, FC Midtjylland e Esbjerg ammesse alla Coppa UEFA 2005-2006
- Herfølge e Randers FC retrocesse.